# Белый гриб
Бе́лый гриб (также сокращённо: белый), или борови́к (лат. Bolétus edúlis), — гриб из рода Боровик. Название отражает свойство мякоти не изменять цвет на срезе. Встречается повсеместно, широко распространён; отличается разнообразием форм и окрасок. Традиционно относится к наиболее ценным съедобным грибам.

## Названия

### Происхождение термина «белый гриб»
В старину «грибами» называли главным образом съедобные грибы, в наибольшей мере это слово относилось к белому грибу как к наиболее ценному.

Грибы цветом красно-бурые, стебель имеют твёрдый и посредине широкий, они больше других грибов (из последних описываются груздь, рыжик, сморчок, масленик, — Б. В.)— по Б. П. Василькову

Пироги и с грибы, и с рыжиками, и с груздями… Грибы сушити и грузди и рыжики и всякий овощ солити..
— «Домострой», XVI в., цит. по Б. П. Василькову

…в уезде родится много грибов, рыжиков, груздей
— по Б. П. Василькову
В XVI—XIX веках существовали противопоставления, утерянные современным русским языком и частично сохранившиеся только в отдельных говорах:
- грибы — губы (губы — грибы, идущие только в засол, или грибы — белые, губы — грибы вообще, или губы — грибы, имеющие вид наростов на дереве, трутовики)[М 2];
- грибы — грузди;
- грибы (съедобные) — собачьи грибы, или поганки (ядовитые, кроме мухомора);
- белый гриб — чёрные грибы.

С какого времени название «белый гриб» употребляется для данного вида, достоверно неизвестно, в словаре В. И. Даля (1863—1866) оно приведено уже в этом смысле. «Белым» же гриб назван в противопоставление менее ценным «чёрным» трубчатым грибам (обабкам), и из-за того, что мякоть его не меняет свой цвет на срезе и не темнеет при сушке.

### Общерусские и местные названия белого гриба
В говорах русского языка:
- бе́бик (ярославский, ростовский)
- белеви́к (Средний Урал)
- бойки (новгородский)
- боровик — во многих говорах, иногда означает другие грибы сосновых лесов — подберёзовики (енисейский), подосиновики (тверской, вологодский), рыжики (вятский, олонецкий, каргопольский), ср. также пол. borowik, чеш. hřib smrkový (< чеш. smrk «ель»)
- глуха́рь (тверской, владимирский)
- желтяк — старый белый гриб (новгородский, череповецкий, пермский)
- ковы́л (саратовский)
- коновя́ш, коновя́тик — старый белый гриб (новгородский)
- коро́вка (во многих говорах)
- коро́ва́тик (вологодский, новгородский, череповецкий)
- коро́вятник (ярославский, ростовский)
- коро́вик (тверской, владимирский, кашинский)
- коро́вник (новгородский, череповецкий, владимирский)
- коровья́к (псковский, петербургский)
- коровя́к (костромской, пермский, архангельский и др.)
- медве́жник, медве́жаник (олонецкий, тверской, весьегонский)
- пан (вологодский, пошехонский, ярославский)
- подкоровник (тверской, старицкий)
- глюкец (сибирский)
- дорогой гриб (саратовский, пензенский)[В 3]

Объяснение многих из этих названий весьма затруднено, очевидно лишь происхождение слов «боровик» — гриб сосновых лесов, «желтяк» — от жёлтого цвета созревшего гименофора, «дорогой гриб» и «глухарь» — в большинстве диалектов так называют не определённый вид гриба, а пластинчатые грибы с гименофором, закрытым плёнкой, от прилагательного «глухой» в смысле «заделанный, без отверстий».
«Коновяш», «коновятик» может происходить от прилагательного «коневатый» (по Далю — «на коня похожий видом, побежкою или тупотнёю») В таком случае более вероятной была бы форма *коневатик, но на образование слова могла оказать влияние аналогия с названиями типа «коровятик». Другое объяснение — «похожий на коновь» (коновь, коновка — деревянная кружка).
«Бабка» может быть связано с диалектным глаголом бабиться — «сморщиваться» (корень -баб- с тем же значением известен во многих славянских языках). Другая версия — название отражает сходство гриба с игральной костью. В таком случае оно тесно связано с названиями «коровка» (и производными от него), «пан», и «бойки», так как эти слова употреблялись для обозначения костей различного достоинства и назначения в игре (бабка, коровка, панок, боёк).

### «Белый гриб» как название других видов
В тех местностях, где Boletus edulis не встречается, белыми грибами могут называть другие виды, обычно имеющие белую или очень светлую окраску плодовых тел.
- Подосиновик белый (Leccinum percandidum), подберёзовик болотный (Leccinum holopus) — в тундре и лесотундре Предуралья, Зауралья и Дальнего Востока (Анадырь, пос. Лаврентия).
- Говорушка гигантская (Clitocybe gigantea) — Крым (здесь Boletus edulis хорошо известен, тем не менее говорушку называют «горный белый гриб»[С 1])
- Вёшенка степная (Pleurotus eryngii) — Средняя Азия

В монгольском языке сходное название используется для другого гриба — Шампиньона двуспорового — монг. Цагаан мөөг (монг. цагаан «белый» + монг. мөөг «гриб»).

## Описание
Шляпка зрелого гриба диаметром 7—30 см (иногда до 50 см), выпуклая, у старых грибов плоско-выпуклая, редко распростёртая. Поверхность гладкая или морщинистая, в сухую погоду может растрескиваться, голая, может быть тонковойлочная (особенно у края), редко волокнисто-чешуйчатая. Во влажную погоду поверхность слегка слизистая, в сухую матовая или блестящая. Цвет кожицы — от красно-коричневого до почти белого, с возрастом темнеет, может также быть лимонно-жёлтых, оранжевых, пурпурных тонов, часто окраска неравномерная, со светлыми краями, иногда с узким чисто-белым или желтоватым ободком. Кожица приросшая, не отделяется от мякоти.
Мякоть крепкая, сочно-мясистая, у старых экземпляров волокнистая, белая у молодого гриба, желтеет с возрастом, не изменяет цвет после разрезания (крайне редко наблюдается слабое изменение окраски до розовой или синей), под тёмноокрашенной кожицей может быть слой бурого или красно-коричневого оттенка. Вкус мягкий, слабо выражен, запах сырой мякоти слабо различим, сильный приятный грибной запах появляется при варке и особенно при сушке.
Ножка 8—25 см высотой (обычно до 12) и до 7 см толщиной (редко 10 и больше), массивная, бочковидная или булавовидная, с возрастом вытягивается и может становиться цилиндрической, расширенной или суженной посередине, основание часто остаётся утолщённым. Поверхность беловатая, коричневатая, иногда красноватая, может иметь тот же оттенок, что и шляпка, но более светлый. Покрыта сеточкой из белых или более светлых прожилок. Сеточка обычно в верхней части ножки, но может и спускаться до основания, значительно реже она отсутствует или слабо выражена.
Трубчатый слой с глубокой выемкой возле ножки, легко отделяется от мякоти шляпки, светлый, у молодых грибов белый, позже желтеет, затем приобретает оливково-зелёный цвет, очень редко в молодом возрасте бывает с розовато-красным оттенком. Трубочки длиной 1—4 см, поры мелкие, округлые.
Остатки покрывала отсутствуют.
Споровый порошок оливково-бурый. Споры веретеновидные, средний размер — 15,5 × 5,5 мкм, размеры могут довольно сильно варьироваться даже у одного и того же образца (11—17×4—5,5 мкм), изредка встречаются сильно удлинённые, до 22 мкм, но ширина их не превышает обычную.
Цистиды обнаруживаются в большом количестве у молодых грибов, главным образом на поверхности гименофора (хейлоцистиды), палисадно стоящие, образуют войлоковидный слой, который и обуславливает белый цвет молодой пористой поверхности. После открывания пор цистиды оказываются сосредоточенными по краям трубочек. Имеются цистиды также на нитях сетчатого рисунка ножки (каулоцистиды) и на поверхности шляпки (пилеоцистиды).

### Изменчивость
Б. П. Васильковым описано 18 форм белого гриба в зависимости от особенностей микоризы, сезона появления плодовых тел, особенностей климата и других экологических условий. Другие авторы 4 из этих форм считают самостоятельными видами, то есть белый гриб по Василькову следует считать видом в широком смысле (Boletus edulis sensu lato), остальные же формы представляют собственно вид Boletus edulis sensu stricto.
- Белый гриб еловый, или типовая форма (Boletus edulis f. edulis Fr. 1821)[3] — наиболее распространён, имеет удлинённую ножку, обычно с сохраняющимся утолщением внизу; шляпка бурая с красноватым или каштановым оттенком, часто неравномерно окрашена, гладкая, сухая. Встречается в еловых и пихтовых лесах, распространён во всех районах произрастания белого гриба, кроме Исландии. Плодоносит в июне — октябре.
- Белый гриб дубовый (Boletus edulis f. quercicola Vassilk. 1966)[Т 1] отличается бурой шляпкой с сероватым, а не коричневым оттенком, иногда со светлыми пятнами, но в целом шляпка темнее, чем у берёзовой формы. Мякоть более рыхлая, чем у других белых грибов. Встречается в дубовых лесах в июне — октябре, в средней и южной полосах Европейской части России, на Кавказе, в Приморском крае; наличие и распространение этой формы за пределами России не изучено. Встречается часто, местами обильно.
- Белый гриб берёзовый (Boletus betulicolus) или Boletus edulis f. betulicola отличается светлой, до почти белой окраской шляпки и произрастанием под берёзами.
- Белый гриб сосновый (Boletus pinophilus), или форма боровая (Boletus edulis f. pinicola) с крупной тёмной шляпкой, иногда с фиолетовым оттенком. Мякоть под кожицей буровато-красная.
- Форма ранняя (Boletus edulis f. praecox Vassilk. 1966)[Т 2] Васильковым считается сезонной формой соснового белого гриба. Шляпка относительно мелкая, часто трещиноватая, бледно-буроватой или светло-охристой окраски без красного оттенка. От сосновой формы отличается коричневатой, а не красной мякотью под кожицей шляпки. Плодоносит в мае — июне, встречается в сухих сосновых лесах. Известна в Германии и России (Среднее Поволжье).
- Форма лимонно-жёлтая (Boletus edulis f. citrinus (Pelt.) Vassilk. 1966)[Т 3]. Гриб похож на типовую форму, отличается лимонно-жёлтой или ярко-жёлтой окраской шляпки. Встречается в елово-сосновых перелесках, известен в Дании, Франции, Белоруссии (Минская область, Червенский район).
- Форма гладконожковая (Boletus edulis f. laevipes (Massee) Vassilk. 1966)[Т 4] отличается от остальных отсутствием сеточки на ножке. Произрастает в берёзовых лесах, встречается в Англии, Бельгии и России (Ленинградская область).
- Форма ложнопурпуровая (Boletus edulis f. pseudopurpureus (J.Murr.{?}) Vassilk. 1966)[Т 5]. Шляпка коричнево-пурпурового цвета, трубчатый слой с розовато-красным оттенком. Известна в Австрии.
- Форма особая (Boletus edulis f. separans (Peck) Vassilk. 1966)[Т 6] встречается в Северной Америке (США, от Нью-Йорка до Северной Каролины). Имеет пурпуровый, до лиловатого оттенок шляпки и ножки, трубчатый слой обычного цвета. Растёт в лиственных лесах.
- Форма оранжево-красная (Boletus edulis f. aurantioruber (E.A.Dick & Snell) Vassilk. 1966)[Т 7]. Шляпка оранжево-красная, ножка розоватая или красноватая, встречается под соснами и тсугой. Произрастает в Канаде (Новая Шотландия, Нью-Брансуик).
- Форма синеющая (Boletus edulis f. subcaerulescens (E.A.Dick & Snell) Vassilk. 1966)[Т 8] отличается от всех остальных винно-красной шляпкой и ножкой, трубчатый слой при надавливании медленно синеет. Растёт в сосновых лесах в Канаде (Нью-Брансуик).
- Форма розовоножковая (Boletus edulis f. roseipes Vassilk. 1966)[Т 9]. Шляпка до 25 см диаметром, часто неровно окрашена с пятнами песочного и бурого цвета. Ножка в верхней части телесно-розовая, внизу до коричнево-бурого цвета с очень тонкой малозаметной водянисто-белой сеточкой. Мякоть шляпки на срезе слегка розовеет, в ножке не изменяется. Известна в Магаданской области на северном побережье Охотского моря, растёт в горном редколесье из лиственницы и каменной берёзы с кустарниковым подлеском, встречается относительно часто, но не обильно.
- Форма арктическая (Boletus edulis f. arcticus Vassilk. 1966)[Т 10] имеет небольшие плодовые тела со шляпкой до 5 см в диаметре, охристо-желтоватой или светло-бурой окраски. Известен в Хибинской горной тундре в окрестностях Полярно-альпийского ботанического сада, на высоте 700 м н.у.м. и у подножия гор.
- Форма поздняя (Boletus edulis f. tardus Vassilk. 1966)[Т 11], как и арктическая, небольших размеров (шляпка до 5 см), отличается более тёмной бурой, до чёрно-бурой окраской, с беловатой или желтоватой каймой по краю. Встречается в арктической тундре среди кустарниковых берёз (Кольский полуостров, Чукотка, Камчатка) и в высокогорьях, найден на Кавказе (Южная Осетия, Джавский район) на высоте 2200 м в берёзовом криволесье. Растёт в августе при холодной погоде, встречается редко и не обильно.
- Форма оливково-бурая (Boletus edulis f. olivaceobrunneus (Zeller & F.D.Bailey) Vassilk. 1966)[Т 12]. Шляпка с волокнистым краем, иногда тонкочешуйчатая, оливково-бурая, в центре иногда более тёмноокрашена. Ножка обычно ровная, не клубневидная. Произрастает на востоке Северной Америки в сосновых лесах, в октябре — ноябре. Васильков (1966) сообщает о находке сходных грибов в окрестностях Батуми, однако точная идентификация их была затруднена.
- Белый гриб тёмно-бронзовый, или грабовый[3] (Boletus aereus или Boletus edulis f. aereus). Очень тёмноокрашенный гриб, до почти чёрного цвета, растёт в буковых и дубовых лесах. Встречается в Европе, в более западных и южных областях (от Испании до Западной Украины) и в США.
- Форма светло-бронзовая (Boletus edulis f. subaereus Vassilk. 1966)[Т 13] сходна с боровиком тёмно-бронзовым, но со светлой серо-коричневой шляпкой, иногда с охристо-жёлтыми пятнами. Васильков считает, что между светло-бронзовой и тёмно-бронзовой формами возможны переходы. Растёт в июне — октябре в буковых, дубовых и грабовых лесах, встречается редко. Известна на Кавказе (Лагодехский заповедник и Батумский ботанический сад), в Предкарпатье (Ивано-Франковская область), а также в Японии, вероятно, и в Западной, Центральной и Южной Европе.
- Белый гриб сетчатый (Boletus reticulatus) или Boletus edulis f. reticulatus со светлоокрашенной буроватой или охристой шляпкой и короткой цилиндрической ножкой, по виду напоминает моховик. Растёт с буковыми и грабом в Европе, Закавказье, Северной Америке и Северной Африке. Встречается в июне — сентябре, не часто и не обильно.

## Сходные виды
Жёлчный гриб — несъедобен из-за горькой мякоти, отличается розовеющим с возрастом трубчатым слоем, поверхность ножки с шероховатой сеточкой, она имеет более тёмную окраску, чем основной цвет ножки.

## Экология и распространение
Микоризообразователь с разными лиственными и хвойными породами деревьев, особенно с елью, сосной, дубом и берёзой.
Замечена также связь между появлением белого и других видов грибов: боровая форма осенью появляется одновременно с зеленушкой, в дубняках — с сыроежкой зелёной, в березняках часто соседствует с лисичкой.
Предпочитает леса с моховым и лишайниковым покровом, с возрастом деревьев более 50 лет, но в сосняках наибольшие урожаи наблюдаются при возрасте леса 20—25 лет.
Оптимальная температура плодоношения в июле и августе 15—18 °C, в сентябре 8—10 °C. Большие перепады дневной и ночной температуры и большое количество осадков препятствуют развитию плодовых тел. Оптимальными метеорологическими условиями массового появления белого гриба считаются кратковременные грозы и тёплые ночи с туманом.
Растёт на хорошо дренированных, но не переувлажнённых почвах — песчаных, супесчаных и суглинистых. На торфяниках и болотных почвах встречается редко.
Считается светолюбивым видом, но в некоторых лесах встречается в сильно затенённых местах, под густыми кронами. Установлено, что в урожайные годы количество грибов не зависит от освещённости, а при неблагоприятных условиях (переувлажнение грунта, низкая суточная температура) грибы появляются в основном на открытых, хорошо прогреваемых участках.
Белый гриб космополит, широко распространён в северном полушарии на всех материках, кроме Австралии. Естественные районы распространения: практически вся Европа от Скандинавии до Южной Италии, Закавказье, Северная Америка до Мексики на юге, Северная Африка до Марокко на юге. В Азии встречается в Турции, северной Монголии, Китае, Японии, во всех районах Сибири и Дальнего Востока, иногда его можно встретить в Сирии и Ливане на старых дубовых пнях. В Южную Америку (Уругвай и Бразилия), Новую Зеландию и Южную Африку был занесён с саженцами микоризообразующих хвойных деревьев. Произрастает в Исландии и на Британских островах.
Белый гриб — один из видов семейства, наиболее далеко проникающих в арктическую зону, дальше него на север заходят только некоторые подберёзовики. В России встречается от Кольского полуострова до Кавказа и от западных границ до Чукотки, но распространён неравномерно. В тундре встречается очень редко, известен только в горных тундрах Хибин, Камчатки и Чукотки, в лесотундре также редок, но в северной тайге, непосредственно примыкающей к лесотундре может встречаться уже очень обильно. Обильность белого гриба уменьшается в направлении с запада на восток от европейской части России до Восточной Сибири, на Дальнем Востоке же может встречаться обильно. В лесостепи обилие его резко снижается, но полностью исчезает гриб только при переходе в степную зону. В горных лесах встречается реже и обычно менее обильно, чем в равнинных.
Плодоносит поодиночке или группами (иногда — кольцами).
Сезон: в северном умеренном климате — с середины июня по конец сентября, наиболее массовый сбор — во второй половине августа. Часто кратковременно появляется в конце мая, в более тёплых регионах плодоносит и в октябре.

## Пищевые качества и употребление в мире
Съедобный гриб, в странах Восточной Европы считается одним из лучших по вкусовым качествам. В народе его часто причисляют к так называемым «благородным грибам» и именуют «царём грибов». Согласно русской народной поговорке, «белый гриб — всем грибам полковник».
Уже в античные времена белый гриб употреблялся в Риме. В Италии по сей день белые грибы очень ценятся. В этой стране нет права каждого на свободный сбор грибов и ягод (в отличие от России и Финляндии), на местах существуют ограничения на сбор грибов, которые контролирует специальная лесная полиция (итал. polizia forestale). Урожай грибов в Италии не удовлетворяет спрос, большая их часть ввозится из-за рубежа. Для итальянцев даже организуют туры за сбором грибов в Финляндию.
Продажу белых грибов в Европе оценить трудно, официально в 1987 г. продано свыше тысячи тонн во Франции и Германии, а в Италии в 1988 г. — свыше 2300 тонн.
Белый гриб используется в свежем (варёном и жареном), сушёном и маринованном видах. При сушке грибы не темнеют и приобретают особый запах. В виде грибного порошка (сушёный и молотый) используется для заправки разных блюд. В Италии употребляется в сыром виде в салатах, заправленных маслом, специями, лимонным соком с добавлением сыра пармезан. Соусы из белого гриба хорошо подходят к рисовым и мясным блюдам.
По содержанию питательных веществ белый гриб не отличается заметно от других грибов, а некоторые виды превосходят его по содержанию белков (подосиновик[уточнить]) или пищевых микроэлементов (белков в белых грибах до 5,5 % в массовой доле), таких как калий, фосфор (сморчок, лисичка). Исключительная пищевая ценность гриба объясняется, кроме вкусовых качеств, способностью стимулировать секрецию пищеварительных соков. Проводились исследования сокогонных свойств различных грибов (белого, подосиновика, подберёзовика, дубовика, лисички), которые показали, что именно белый гриб является наилучшим стимулятором пищеварения, превосходящим даже мясной бульон. Ещё в начале XX века проводились исследования, показавшие, что белок свежеприготовленных съедобных грибов очень трудно усваивается, так как заключён в хитиновые стенки, на которые не действуют пищеварительные ферменты. Позже было установлено, что после сушки белок становится доступным для пищеварительной системы: усваивается до 80 % белка сушёных белых грибов.
Хорошо поедается крупным рогатым скотом и северным оленем (Rangifer tarandus).

## Культивирование
Промышленное выращивание белого гриба нерентабельно, поэтому разводится он только грибоводами-любителями.
Для выращивания необходимо в первую очередь создать условия для образования микоризы. Используют приусадебные участки, на которых высаживают лиственные и хвойные деревья, характерные для местообитания гриба, или выделяют естественные участки леса. Лучше всего использовать молодые рощи и посадки (в возрасте 5—10 лет) берёзы, дубов, сосен или елей.
В конце XIX — начале XX в. в России был распространён такой способ: перезревшие грибы выдерживали около суток в воде и перемешивали, затем процеживали и получали таким образом суспензию спор. Ею поливали участки под деревьями. В настоящее время для посева можно использовать искусственно выращенный мицелий, но обычно берётся природный материал. Можно брать трубчатый слой зрелых грибов (в возрасте 6—8 дней), который слегка подсушивают и засеивают под почвенную подстилку небольшими кусочками. После посева спор урожай может быть получен на второй или третий год. Иногда как рассаду используют почву с грибницей, взятую в лесу: вокруг найденного белого гриба вырезают острым ножом квадратный участок размером 20—30 см и глубиной 10—15 см. Для посева мицелием или почвой с грибницей используют заранее подготовленный компост из опавших дубовых листьев, чистого конского навоза и небольшой добавки трухлявой дубовой древесины, во время компостирования поливают 1%-ным раствором аммиачной селитры. Затем на затенённом участке снимают слой почвы и размещают в 2—3 слоя перегной, пересыпая слои землёй. На полученную грядку высаживают мицелий на глубину 5—7 сантиметров, грядку увлажняют и накрывают слоем листьев.
Урожайность белого гриба достигает 64—260 кг/га за сезон.

## Рекорды белого гриба

### Размеры
- В 1961 г. найден белый гриб весом более 10 кг с диаметром шляпки 58 см, о чём сообщало Московское радио 20 сентября 1961 г.[С 2]
- В 1964 г. под Владимиром был найден белый гриб весом 6 кг 750 г (сообщение газеты «Советская Россия» 28 июля 1964 г.)[С 2]

### Урожайность
- В Беларуси на пробной площади в 100 м² в течение осеннего слоя (конец августа — конец сентября) был собран урожай 500 кг/га (в пересчёте)[В 8].
- В Ивано-Франковской области близ села Верхний Майдан Надворнянского района на площади 16 м² было собрано 118 экземпляров белого гриба[В 9].

### Сроки плодоношения
Наиболее ранние:
- В Предкарпатье самое раннее появление белого гриба отмечено 7 мая 1956 г[В 10].
- В Хотовском лесничестве Боярского лесхоззага Киевской области, Украина, белый гриб нашли 9 мая (1966 года)[12].
- В Германии (Бавария) отмечена первая находка белого гриба 3 мая, а 7 мая было найдено уже 105 экземпляров[В 11].

Наиболее поздние:
- Самый поздний белый гриб нашли под Новый год — 29 декабря (1974 года) — на Украине, в Броницком лесничестве Житомирской области[12].
- Не перезревший белый гриб с диаметром шляпки 35 см был найден в конце октября 1964 г. в Ленинградской области (окрестности ст. Мга)[В 12].
- Чистый, твёрдый белый гриб весом 1 кг 594 г сорвал в последний день очень тёплой осени — 30 ноября 2000 года — в молодой сосновой посадке житель села Залесы Ратновского района на Волыни, Украина. Тот ноябрь был самым тёплым на Волыни за все годы метеорологических наблюдений[13].
- В Предкарпатье плодоношение белого гриба наблюдалось до 26 октября[В 13].
- В Австрии наблюдалось плодоношение белого гриба до середины декабря[В 14].
- Молодой белый гриб высотой 7 см с диаметром шляпки 3 см был найден в Волынской области на Украине 12 декабря 2004 года в хвойном лесу уже после того, как почти растаял лежавший перед этим снег[14].

## Лекарственные свойства
В белом грибе обнаружены вещества с тонизирующими противоопухолевыми свойствами, в прошлом экстрактом из его плодовых тел лечили обморожения.